# Renato Pollini
Renato Pollini (Grosseto, 8 febbraio 1925 – Firenze, 20 agosto 2010) è stato un politico italiano.

## Biografia
Esponente del Partito Comunista Italiano, a 21 anni divenne consigliere provinciale e poi assessore ai lavori pubblici, fu sindaco di Grosseto dal 1951 al 1970, quando venne eletto alle elezioni regionali in Toscana nelle liste del PCI e confermato per tre legislature consecutive (1970-1975, 1975-1980 e 1980-1985), ricoprendo anche la carica di assessore regionale al bilancio e finanze.
Senatore nella IX e X Legislatura (dal 1983 al 1992), membro del Comitato Centrale, della Commissione Centrale di Garanzia del PCI, Vicepresidente Vicario del gruppo parlamentare PCI-PDS del Senato nella X legislatura, è stato Tesoriere del PCI dal 1982 al 1989, quando si dimise per motivi di salute. Dopo la svolta della Bolognina aderì al Partito Democratico della Sinistra.
Fu arrestato nel maggio 1993 in seguito allo scandalo di Tangentopoli, ma venne successivamente scarcerato su istanza dei difensori. Fu inquisito otto volte ed è stato sempre assolto in tutte le vicende giudiziarie in cui era stato coinvolto.
È morto a Firenze all'età di 85 anni.

## Riconoscimenti
- 1971 - Grifone d'oro[6]